# Picha (Regisseur)
Picha (bürgerlich Jean-Paul Walravens; * 2. Juli 1942 in Brüssel) ist ein belgischer Cartoonzeichner, Schriftsteller und Filmregisseur von Zeichentrickfilmen.

## Biografie
Picha, der schon früh sein Interesse für das Zeichnen entdeckte, studierte Kunst am Institut Saint-Luc in Brüssel. Ab 1960 stellte Picha seine Arbeit als Karikaturist und Cartoonist in internationalen Zeitungen und Zeitschriften (darunter auch die New York Times) vor. Während dieser Zeit nahm er das Pseudonym Picha an. Picha ist Autor mehrerer Bücher, wie Picha at Club Med (1971) oder Persona non grata (1975). Später spezialisierte sich Picha auf die Arbeit an Zeichentrickfilmen. 1975 arbeitete er als Regieassistent für den Film Tarzoon – Schande des Dschungels, einer Parodie auf Tarzan, der Figur von Edgar Rice Burroughs. Die Erben von Burroughs verklagten die Macher, und infolgedessen wurden der Filmtitel und der Name der Hauptfigur Tarzoon verändert, bevor der Film auch in den USA gezeigt werden konnte und wurde ab 1979 lediglich unter dem Titel Shame Of The Jungle veröffentlicht. Während der Film in Pichas Heimat Frankreich ein großer Erfolg war, floppte er in den USA. Pichas nächster Film war Das fehlende Glied, der 1980 bei den Filmfestspielen von Cannes gezeigt wurde.
Im Jahr 1985 spielte Picha im Kurzfilm Fumeurs de charme von Frédéric Sojcher an der Seite von Serge Gainsbourg und Bernard Lavilliers. 1991 folgte Requiem pour un fumeur.
1987 feierte Pichas Film Der große Knall seine Premiere. Weil auch dieser Film nicht wirklich erfolgreich war, verabschiedete sich Picha aus der Filmbranche und konzentrierte sich auf das Schreiben für das Fernsehen, so für Zoo Olympics (1990–1991), Zoo Cup (1992–1993) und Les Jules, chienne de vie ... (1995).
2007 versuchte Picha mit dem Film Snow White: The Sequel, einer Parodie auf Märchen, ein filmisches Comeback.

## Werke

### Filme
- 1972: Cartoon Circus
- 1975: Tarzoon – Schande des Dschungels (später: Schande des Dschungels), Original: Tarzoon, la honte de la jungle, Sprecher: John Belushi
- 1980: Das fehlende Glied, Original: Le Chainon manquant
- 1987: Der große Knall, Original: Le Big-Bang, Regie: Boris Szulzinger
- 2007: Snow White: The Sequel, Original: Blanche Neige, la suite

### Fernsehen
- 1992: Zoo Olympics
- 1994: Zoo Cup
- 1997: Les Jules, chienne de vie ...

### Bücher
- 1970: Picha's Witbook
- 1970: National Lampoon
- 1971: Picha at Club Med
- 1975: Persona non grata
- 2011: The Someday Funnies

## Rezeption
Mon oncle d'Amérique est belge, Dokumentation über Picha von Eric Figon und Françoise Walravens